# Reginópolis
Reginópolis es un municipio brasileño del estado de São Paulo. Se localiza a 21º53'17" de latitud sur y 49º13'31" de longitud oeste, a una altitud de 391 metros. Su población estimada en 2008 era de 7.859 habitantes.

## Geografía

### Demografía
Datos del Censo - 2009
Población total: 8.172
- Urbana: 3.784
- Rural: 958
- Hombres: 2.399
- Mujeres: 2.343

Densidad demográfica (hab./km²): 11,57
Mortalidad infantil hasta 1 año (por mil): 19,57
Expectativa de vida (años): 69,36
Tasa de fertilidad (hijos por mujer): 2,64
Tasa de alfabetización: 87,94%
Índice de Desarrollo Humano (IDH-M): 0,763
- IDH-M Salario: 0,704
- IDH-M Longevidad: 0,739
- IDH-M Educación: 0,845

(Fuente: IPEAFecha)

## Administración
- Prefecto: Marco Antônio Martins Bastos (2009/2012)
- Viceprefecto: Ovídio Lazári Junior
- Presidente de la cámara:Célio Maldonado (Presidente de la Cámara) Concejales: Marquinho del Gas, Célio Maldonado, Paula Bentoca, Fernando Inácio, Ozélio Noronha (Ico Noronha), Máris de Cássia, Iumir Raduan, Barroso y Caxi (2009/2012)

## Religión
El Cristianismo está presente en la ciudad de la siguiente manera:

### Iglesia Católica
La iglesia católica del municipio forma parte de la Diócesis de Lins.

### Iglesia Protestante
En la ciudad están presentes las más diversas creencias evangélicas, principalmente pentecostales, incluidas las Asambleas de Dios de Brasil (la iglesia evangélica más grande del país), Congregación Cristiana, entre otras. Estas denominaciones están creciendo cada vez más en todo Brasil.